# بالا (فیلم ۱۹۷۶)
بالا 
(به تلوگویی: Bala) فیلمی محصول سال ۱۹۷۶ و به کارگردانی ساتیاجیت رای است. در این فیلم بازیگرانی همچون بالاساراسواتی، وی. راغاوان، اودی شانکار و وی. کی نارایانا ایفای نقش کرده‌اند.